# Monceau-sur-Sambre
Monceau-sur-Sambre (wa. Moncea-so-Sambe) – dzielnica (section) miasta Charleroi w Belgii, w Regionie Walońskim, w prowincji Hainaut, w okręgu Charleroi. 1 stycznia 2020 roku liczyła 9855 mieszkańców. Do 31 grudnia 1976 samodzielna gmina. Leży nad rzeką Sambra.

## Demografia
Liczba mieszkańców, stan na 1 stycznia:
| Rok                | 1930 | 1947 | 1961   | 2020 |
| ------------------ | ---- | ---- | ------ | ---- |
| Liczba mieszkańców | 9698 | 9715 | 10 501 | 9855 |